# Allmännyttig
Allmännyttig verksamhet avser vanligen en ideell verksamhet som riktar sig till en icke avgränsad krets av personer och som sker inom ramen för en viss verksamhetsidé för det allmänna bästa. Det EU-rättsliga begreppet allmännyttig avviker för övrigt från termens finländska definitioner.